# Палац спорту (Вільнюс)
Палац спорту, Палац концертів і спорту — будівля у Вільнюсі із залом універсального призначення для проведення спортивних змагань, концертів та інших видовищних заходів, з незвичайною покрівлею, яка формою нагадує хвилю або корабель; деякий час дана споруда сприймалася мало не символом міста; єдиний у Литві зразок бруталізму. Палац внесено до Реєстру культурних цінностей Литовської Республіки, код 17400), охороняється державою як об'єкт регіонального значення. Розташований посередині Шніпішкського єврейського кладовища.

## Історія
У 1960 році, за іншими відомостями в 1961, в Інституті проектування міського будівництва оголосили конкурс проектів спортивного залу у Вільнюсі, реалізація якого розширила б великий спортивний комплекс поруч зі стадіоном «Жальгіріс». У конкурсі брали участь три групи архітекторів. До реалізації було прийнято проект Едуардаса Хломаускаса і Зігмантаса Ляндзбергіса (який зайняв друге місце) з виразним пластичним силуетом. Зовні Палац спорту нагадує побудований у 1958 році Вінер Штадтхалле у Відні, у 1966 році Палац спорту в Мінську та інші будівлі аналогічного призначення, при цьому маючи дах оригінальної конструкції і форми.
Свого часу найбільший у Вільнюсі зал вміщував до 6 тисяч глядачів. У ньому в будь-який час року можна було проводити змагання з ковзанярського спорту, хокею, баскетболу, боксу та інших видів спорту. Авторам Палацу спорту — архітекторам Едуардасу Хломаускасу, Зігмантасу Ляндзбергісу, Йонасу Крюкялісу, інженерам Генрікасу Карвялісу, Альгімантасу Катілюсу, будівельникам І. Марцеліюс Мартінайтіс, Й. Рукаса, Н. Пяскіну була присуджена Республіканська премія 1973 року.
У Палаці спорту проходили великі спортивні змагання, концерти, а також установчий з'їзд Саюдіса в 1988 році.
У 2004 році дане приміщення придбала Інвестиційна група банку «Ūkio banko investicinė grupė». Радикальній реконструкції будівлі перешкоджало те, що Палац спорту був включений до Реєстру культурних цінностей Литовської Республіки. Заходи в палаці проводилися все рідше, й будівля поступово опинилася в аварійному стані.

## Будівля
Оригінальністю відрізняється не стільки будівля, скільки вантові конструкції покрівлі (інженер Генрікас Вітаутас Карвяліс). Фасад та інтер'єр покриті характерним для того періоду оздоблювальним матеріалом — плитками доломіту. Фоє прикрашало вмонтоване в стіну дерев'яне панно (художник Р. Каваляускас). У північному крилі розташовувалося кафе-бар, декороване дзеркалами і коричневим дерматином (автор Т. Багінскас). Універсальному призначенню залу служили майданчик-трансформер і сцена вагою 46 тонн, яка могла складатися як книжка вздовж задньої стіни залу. Залежно від характеру проведених заходів коливалася кількість глядачів: мінімальна кількість була на хокейних матчах — 3176; баскетбольний матч могли спостерігати 4520 осіб, боксерський поєдинок — 5400 глядачів; якщо ж у залі планувалося проведення зборів або концерту, тоді він вміщував максимальну кількість людей — 6000.